# Конкременты

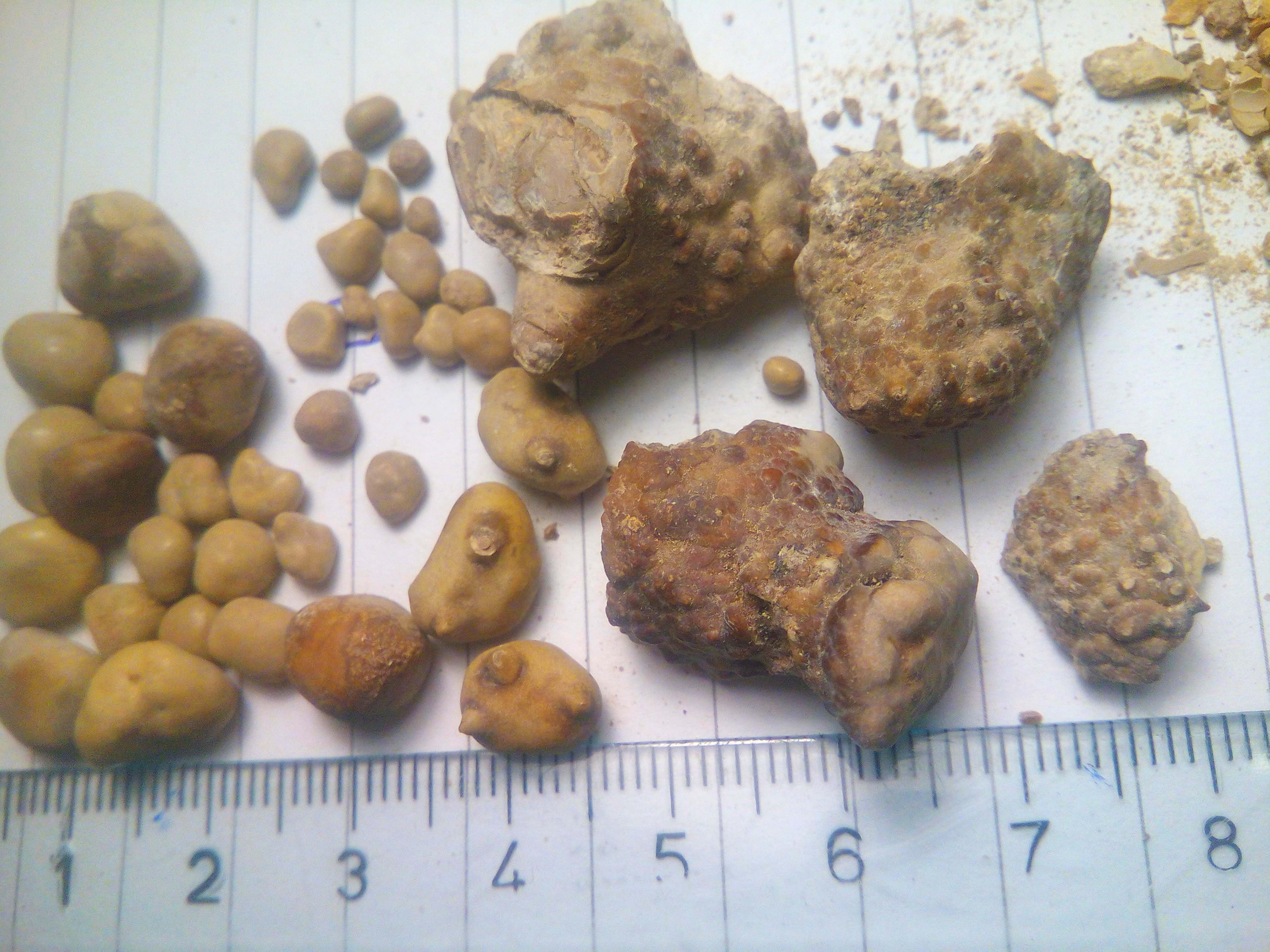
Почечные конкременты

Конкремент (от лат. concrementum — скопление, срастание) — камни плотного образования, встречающиеся в полостных органах и выводных протоках желёз человека. Могут быть разной величины, формы и консистенции.

## Состав

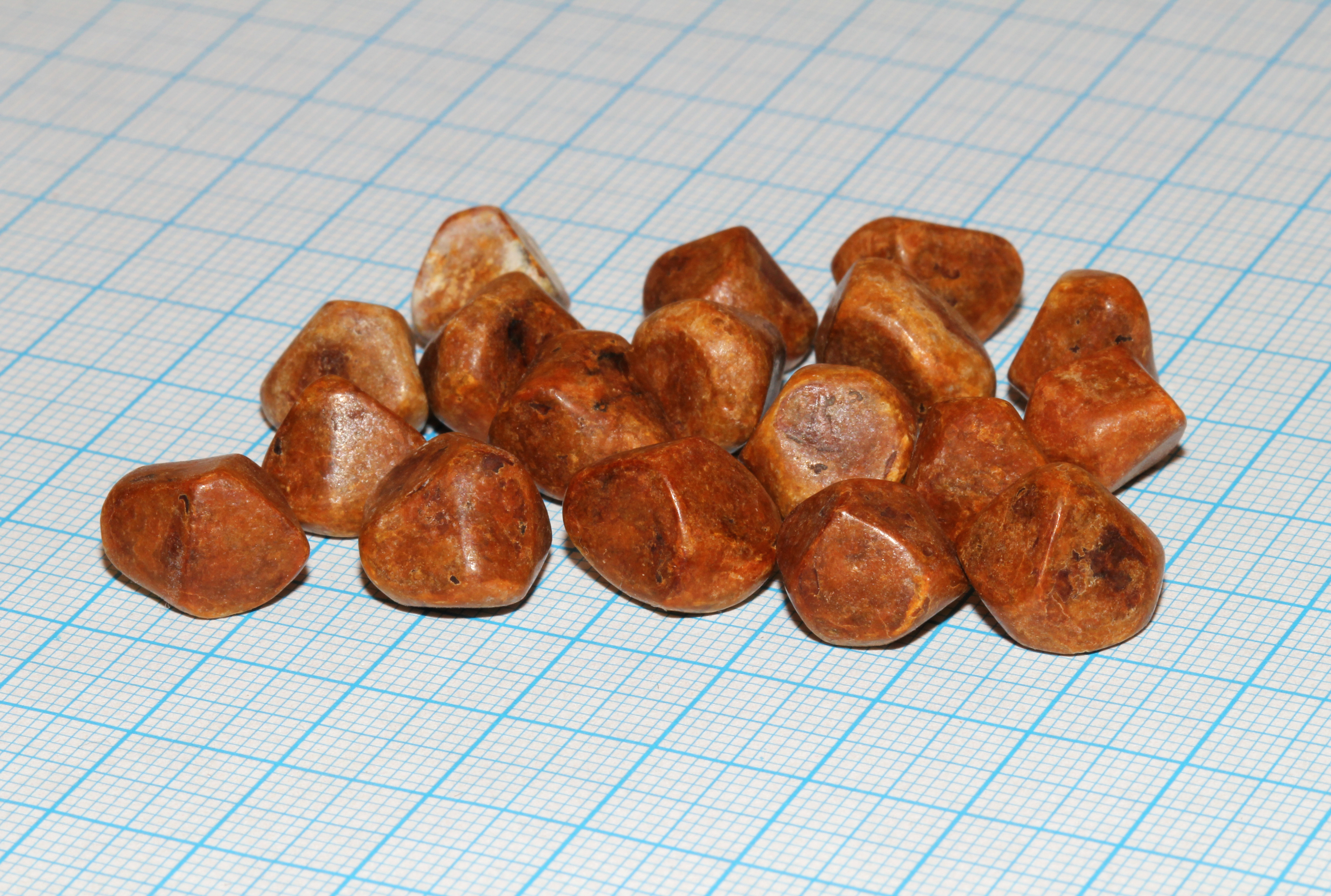
Желчные конкременты

Химический состав конкрементов зависит от места их образования и состава жидкости, в которой происходит камнеобразование.
- В желчном пузыре и протоках конкременты состоят из холестерина, жёлчных пигментов, фосфорнокислого и углекислого кальция;
- Мочевые конкременты образуются в мочевыводящих путях и по кислотным остаткам делятся на ураты (самый частый вид мочевых конкрементов), оксалаты, фосфаты и карбонаты. Мочевые конкременты могут содержать ксантин, цистин, индиго, серу, мыло, холестерин.

## Причины образования
Причины образования конкрементов могут быть общими (нарушение обмена веществ, беременность и т. п.) и местными (изменение химизма секрета, в частности его защитных коллоидов и pH, застой секрета, воспалительные процессы); чаще камнеобразование обусловлено сочетанием этих факторов.

## Болезни, вызываемые конкрементами
Образование жёлчных камней лежит в основе желчнокаменной болезни, мочевых — мочекаменной болезни, слюнных — слюннокаменной болезни.

## Образование конкрементов у животных
Причины и патогенез образования конкрементов в одних случаях связаны с неполноценным кормлением животных и с общим нарушением минерального обмена и растворимости солей в организме. В других случаях ведущую роль в их развитии играют местные патологические процессы в органах, вызывающие нарушение резорбтивной и секреторной функции органа, повышение концентрации солей, изменение защитных или предохранительных свойств коллоидов и экскретов, которые в физиологических условиях удерживают соли в растворенном виде.